# 何大化 (萬曆進士)
何大化（1562年—？），號禹門，浙江紹興府上虞县人，明朝政治人物。

## 生平
嘉靖壬戌（1562年、官年）十月初四日生，萬曆十六年（1588年）戊子科舉人，十七年（1589年）联捷己丑科三甲一百五十七名進士。大理寺觀政，十二月授南直隶泾县知县，二十二年升南京刑部主事，二十五年升郎中，二十八年升卫辉知府，三十一年升任河南按察司副使兼参议，三十三年十月升廣東右參政，三十五年正月考察降用。

## 家族
曾祖何海。祖父何權。父何廷鳳，儒士、冠带。